# Rocky Mountaineer
Rocky Mountaineer ist ein 1990 gegründetes, im kanadischen Vancouver ansässiges Eisenbahnunternehmen, das heute 45 Zug- und Pauschalreisen auf vier Eisenbahnstrecken durch die kanadischen Rocky Mountains und nach Alberta anbietet.

## Geschichte

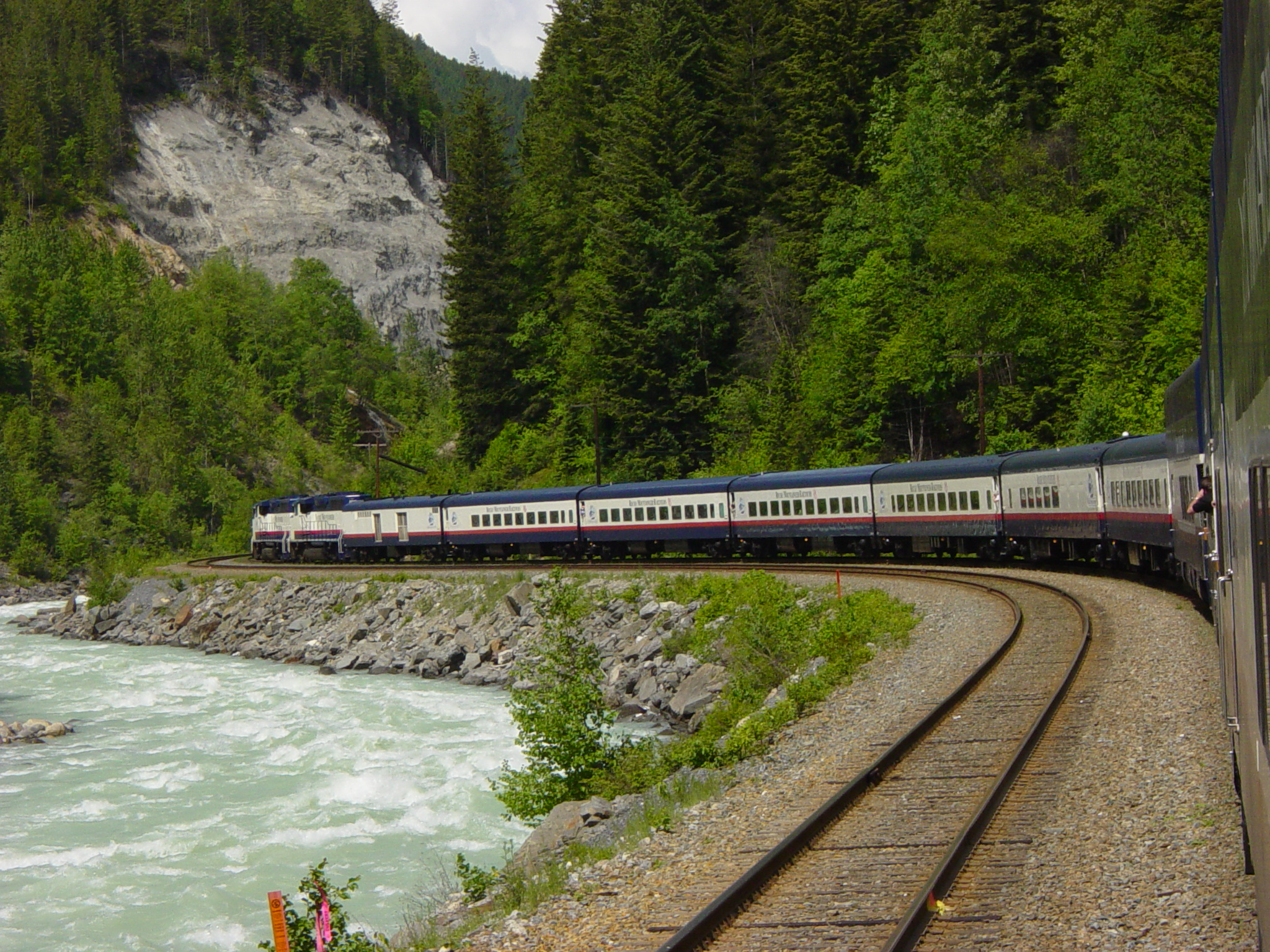
The Rocky Mountaineer auf seiner Route von Banff nach Vancouver

Im Januar 1990 privatisierte die kanadische Regierung den Tagesdienst von VIA Rail Canada durch die Rocky Mountains und bot den Dienst in einer Auktion an, in welcher die Great Canadian Railtour Company den Zuschlag erhielt. Damit bot der Zug eine Alternative zum quer durch Kanada auch nachts weiterfahrenden The Canadian. Im April 1990 begann der Charterverkehr zwischen Vancouver, Banff und Calgary, 1996 folgte die Strecke von Vancouver nach Jasper, jeweils auf dem Gleisnetz der Canadian Pacific Railway. Der Betreiber Rocky Mountaineer Vacations ist inzwischen die größte privat geführte Eisenbahngesellschaft für Passagiere in Nordamerika. Seit 1991 werden die Bahnerlebnissreisen der Gesellschaft von der Fachzeitschrift The International Railway Traveler, aber auch von den World Travel Awards mehrmals ausgezeichnet.
Im Jahre 1999 war ein Zug des Rocky Mountaineer mit 41 Wagen der bisher längste Reisezug in Kanada. 2002 verzeichnete das Unternehmen den 500.000sten Reisenden, 2008 den millionsten. Seit 2006 wurden zwei weitere Verbindungen von Vancouver nach Whistler und von Whistler nach Jasper in der Provinz Alberta angeboten. 2010 begann eine Modernisierung der Schienenfahrzeuge. 2013 kam eine fünfte Strecke von Vancouver nach Seattle dazu, die jedoch 2020 wieder eingestellt wurde.

## Service
Es gibt zwei Wagenklassen, den SilverLeaf und GoldLeaf. Letzterer bietet Aussichtswagen und höheren Küchenstandard im eigenen Speisewagen an, je nach Tageszeit Frühstück, Mittagessen oder Abendessen. Zum GoldLeaf gehört auch die Unterbringung in einer höheren Hotelklasse.

## Strecken

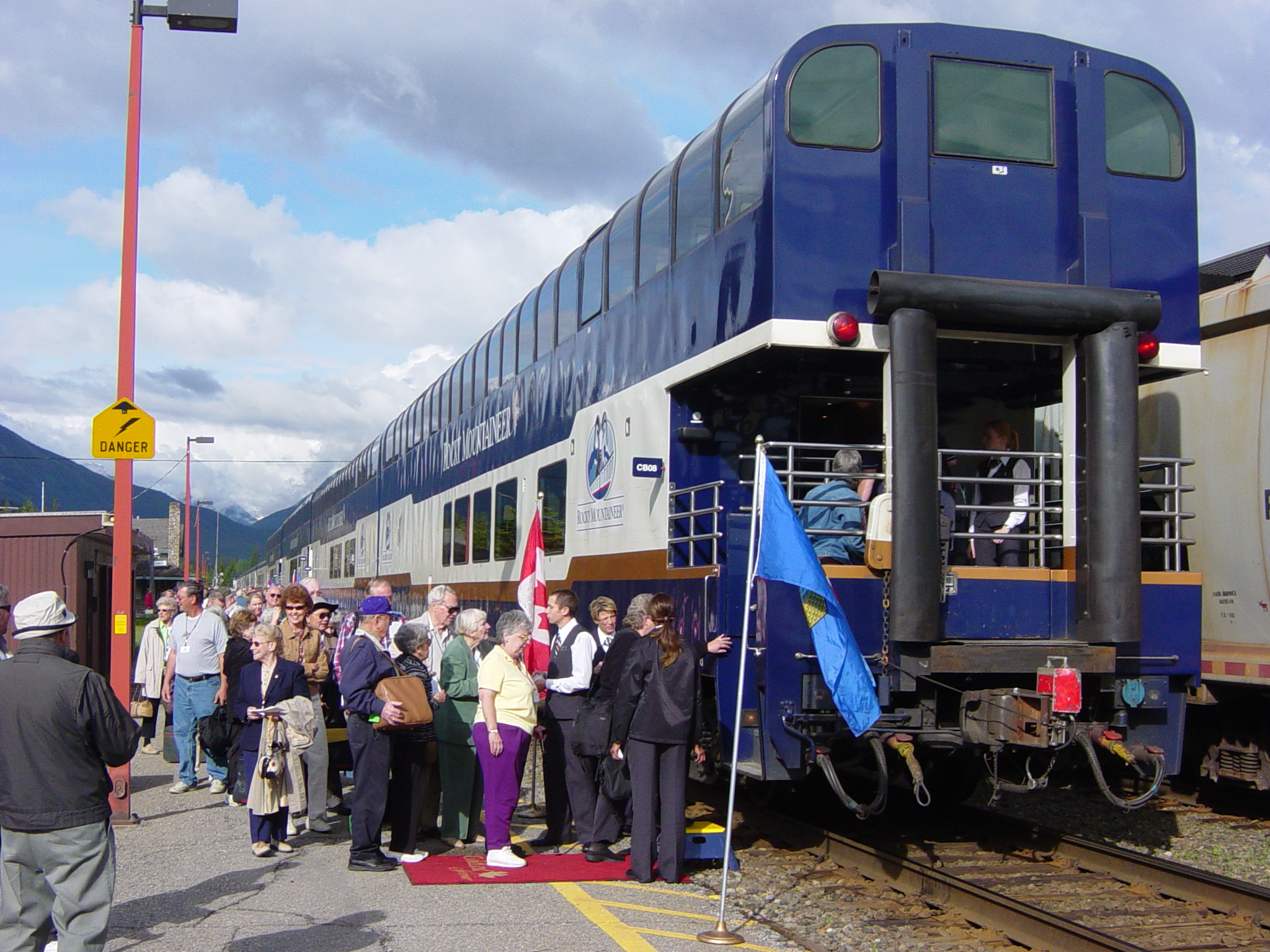
Einsteigende Passagiere in einen Rocky Mountaineer Zug in Banff, Alberta

Die Bahngesellschaft bietet vier Strecken an:
| Zugname                    | Von-bis                | Haltestellen auf der Strecke                                                 | Gesamtstrecke (Entfernung (in km)) |
| -------------------------- | ---------------------- | ---------------------------------------------------------------------------- | ---------------------------------- |
| First Passage to the West  | Vancouver bis Calgary  | Vancouver-Kamloops: 460 km, Kamloops-Banff 497 km                            | 0957 km                            |
| Journey through the Clouds | Vancouver bis Jasper   | Vancouver-Kamloops: 460 km, Kamloops-Jasper 441 km                           | 0901 km                            |
| Rainforest to Gold Rush    | Vancouver bis Jasper   | Vancouver-Whistler: 119 km, Whistler-Quesnel: 501 km, Quesnel-Jasper: 534 km | 1154 km                            |
| Whistler Sea to Sky Climb  | Vancouver bis Whistler | Vancouver-Whistler: 119 km                                                   | 0119 km                            |

Die Strecken werden auch umgekehrt zurückgelegt (englisch eastbound, westbound). Die Coastal Passage (Seattle bis Lake Louise über Vancouver und Kamloops) wurde 2020 eingestellt.

## Sehenswürdigkeiten

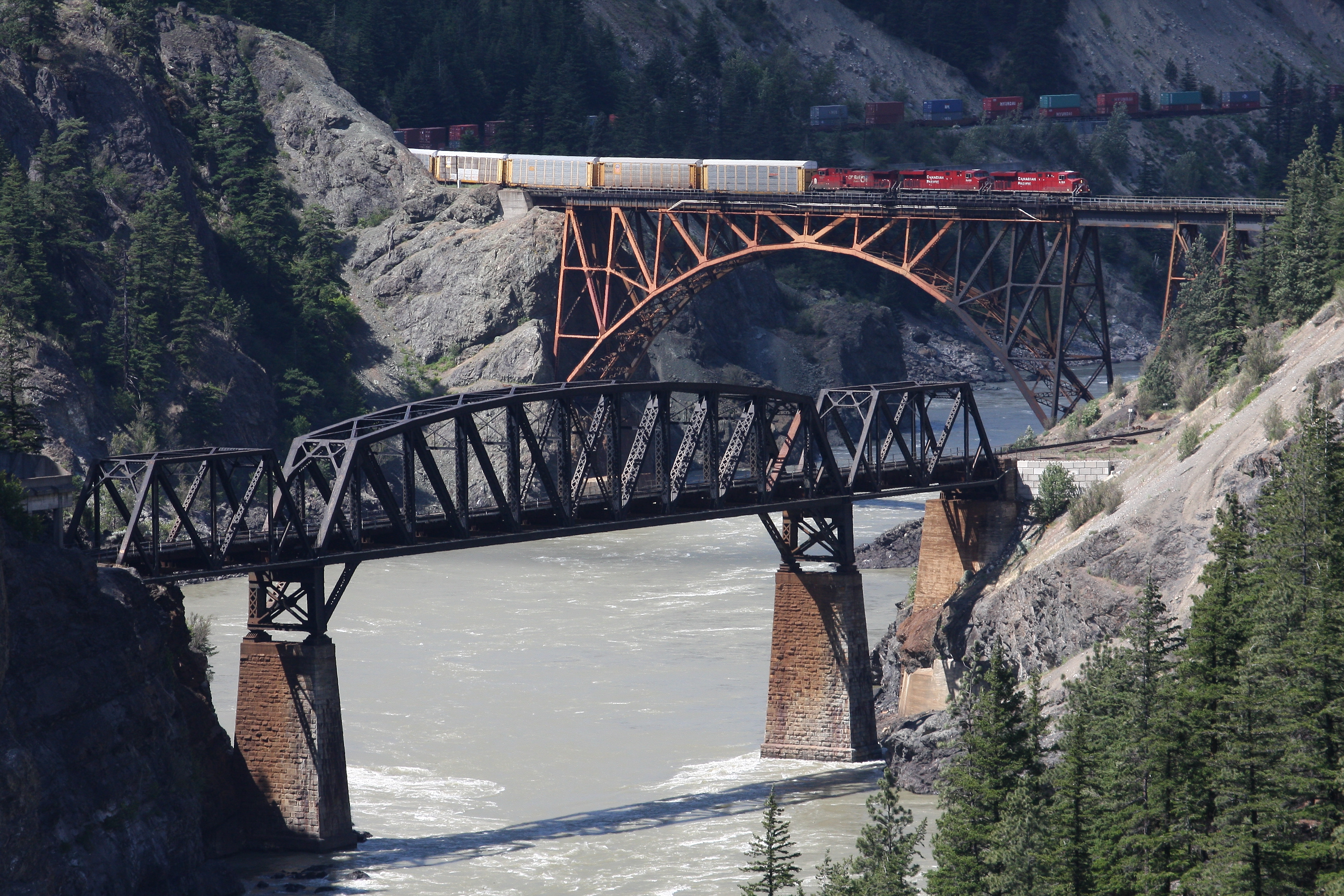
Im Vordergrund die CPR Cisco Bridge, im Hintergrund die CN Cisco Bridge, über die ein CPR-Güterzug fährt

Der Rocky Mountaineer ist ein Panoramazug mit Aussichtswagen und Möglichkeit des freien Blicks durch Vestibüls, der durch eine der spektakulärsten Berg- und Flussgebiete weltweit führt: die kanadischen Rocky Mountains. Auf der Strecke „First Passage to the West“ beispielsweise fährt er ab Vancouver parallel meist oberhalb der Panoramastraße des Trans-Canada Highway im Fraser Valley Regional District durch Obst- und Gemüsanbaugebiete und durch Schluchten des Fraser River mit dem Höhepunkt der Klamm des Hell ’s Gate. Abenteuerliche Eisenbahnbrücken führen den Zug abwechselnd auf jeder Seite des Flusses entlang. Die Berge beiderseits des Flusses sind bis zu 2.903 Meter hoch. Die CPR Cisco Bridge (1910) und die CN Cisco Bridge (1914) zeugen von den Anfängen der kanadischen Eisenbahngründung. Bei Lytton mündet der Thompson River in den Fraser River, von wo aus die Bahnstrecke am Thompson River entlangführt. Die Siedlungsdichte nimmt nun merklich ab, bevor im wüstenhaften Kamloops ein Zwischenstopp zwecks Übernachtung eingelegt wird. Ab hier folgt der Zug dem South Thompson River, der den Abfluss des langgezogenen Shuswap Lake bildet. Es folgt Craigellachie, wo am 9. November 1885 der letzte Nagel (englisch last spike) der transkanadischen Eisenbahn geschlagen wurde. In Revelstoke führt der Zug über den Columbia River („Revelstoke Railroad Bridge“), danach am Illecillewaet River entlang. Ab hier nehmen die Steigungen zu, um am Rogers Pass den vorerst höchsten Punkt (1.330 Meter) zu erreichen. Es folgt die Stoney Creek Bridge (1893), mit 84 Metern Höhe die steilste Eisenbahnbrücke der Strecke. Nach Golden erreicht der Zug mit den Spiral Tunnels – durch welche die Steilstrecke erheblich entschärft wird – die Grenze zu Alberta und fährt über den Kicking Horse Pass (1627 Meter) durch den Banff-Nationalpark über Lake Louise nach Banff.

## Schienenfahrzeuge

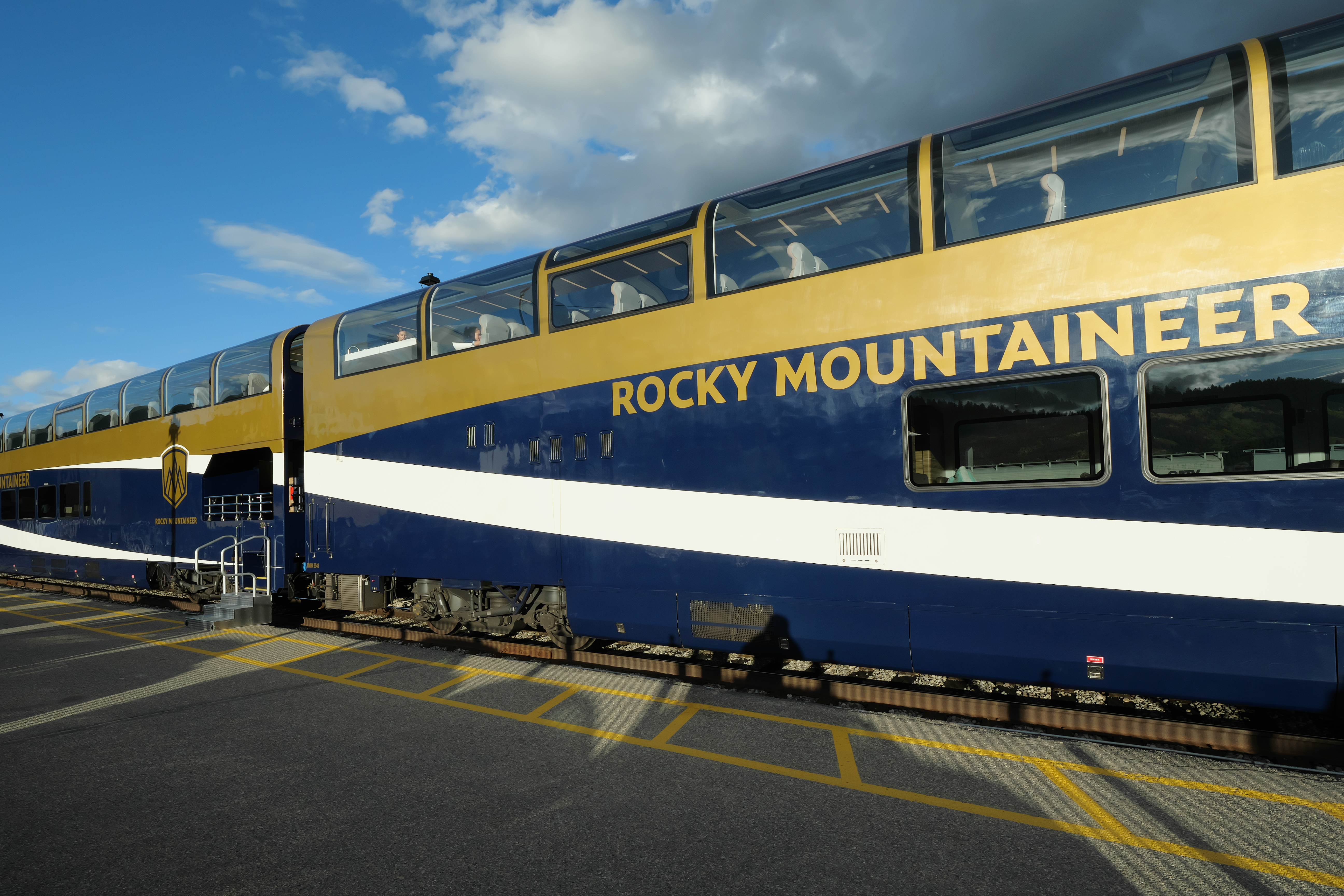
Zwei Goldleaf Doppelstock Panoramawagen des Rocky Mountaineers im Bahnhof von Jasper

Der Rocky Mountaineer verfügt über 75 Lokomotiven und Wagen. Darunter befinden sich unter anderem Diesellokomotiven der Typen F40PH, SD70M und GP40-2L, die von der Canadian National Railway (CN) und der Union Pacific Railroad (UP) stammen. Es gibt 48 Reisezugwagen, davon 16 Doppelstockwagen mit Panoramaglasdächern.
Für die Saison 2018/2019 wurden vom Berliner Hersteller Stadler Pankow zehn luxuriöse GoldLeaf 3.0 Panoramareisezugwagen ausgeliefert, die seit 2015 entwickelt und gebaut worden waren. Sie sind im Oberdeck mit elektrisch verdunkelbaren, gebogenen Panoramafenstern ausgestattet und verfügen über eine aufwendige Klimatisierung, Fahrstühle sowie Restaurantküchen.

## Verbindungen
Die am nächsten gelegenen Flughäfen sind der Flughafen Calgary und der Vancouver International Airport. In Vancouver fahren die Züge von einem eigenen Terminal ab, das in unmittelbarer Nachbarschaft zur Pacific Central Station liegt. Die Züge anderer Gesellschaften verkehren entweder von der Pacific Central Station (Amtrak und Via Rail) oder der Waterfront Station (TransLink).